# Ignacio Gogorza Izaguirre
Ignacio Gogorza Izaguirre SCI di Béth (* 28. Juli 1936 in Azcoitia) ist ein spanischer Geistlicher und emeritierter Bischof von Encarnación.

## Leben
Ignacio Gogorza Izaguirre trat der Ordensgemeinschaft der Priester des Heiligsten Herzens Jesu bei und empfing am 29. Juni 1961 die Priesterweihe.
Papst Johannes Paul II. ernannte ihn am 26. März 1998 zum Bischof von Coronel Oviedo. Der Erzbischof von Asunción, Felipe Santiago Benítez Ávalos, spendete ihm am 7. Juni  desselben Jahres die Bischofsweihe; Mitkonsekratoren waren Claudio Silvero Acosta SCI di Béth, Weihbischof in Encarnación, und Celso Yegros Estigarribia, Bischof von Carapeguá.
Am 3. Februar 2001 wurde er zum Bischof von Ciudad del Este ernannt. Am 12. Juli 2004 wurde er zum Bischof von Encarnación ernannt und am 12. September desselben Jahres in das Amt eingeführt.
Am 15. November 2014 nahm Papst Franziskus seinen altersbedingten Rücktritt an.